# Lela Javakhishvili
Lela Javakhisvili é uma jogadora de xadrez da Geórgia com diversas participações nas Olimpíadas de xadrez. Javakhisvili participou da edição de Calvia (2004), Turim (2006), Dresden (2008) e  Khanty-Mansiysk (2010) tendo ajudado a equipe georgiana a conquistar uma medalha de ouro (2008) e uma de bronze (2010). Individualmente, seu melhor resultado foi a medalha de bronze em 2006. Participou também do Campeonato Mundial Feminino de Xadrez de 2004 no qual foi eliminada na primeira rodada por Nadejda Kosintseva, do Campeonato Mundial Feminino de Xadrez de 2006 na qual foi eliminada na segunda rodada por Subbaraman Vijayalakshmi, do Campeonato Mundial Feminino de Xadrez de 2008 no qual foi eliminada na primeira rodada por Claudia Amura e do Campeonato Mundial Feminino de Xadrez de 2012 no qual foi eliminada na terceira rodada por Harika Dronavalli.